# Almarza
Almarza és un municipi espanyol ubicat a la província de Sòria, dins la comunitat autònoma de Castella i Lleó.

## Divisió administrativa
Està format pels llogarets de:
- Almarza
- San Andrés de Soria
- Cubo de la Sierra
- Matute de la Sierra
- Portelárbol
- Segoviela
- Sepúlveda de la Sierra
- Gallinero
- Tera
- Espejo de Tera